# Гольцаппель
Гольцаппель (нім. Holzappel) — громада в Німеччині, розташована в землі Рейнланд-Пфальц. Входить до складу району Рейн-Лан. Складова частина об'єднання громад Діц.
Площа — 2,73 км2. Населення становить 1000 ос. (станом на 31 грудня 2020).